# اوپاویتسا
اوپاویتسا (به لهستانی:  Opawica) یک روستا در لهستان است که در گمینا گووبچتسه واقع شده‌است.